# Fångsjön, Ångermanland
Fångsjön är en sjö i Sollefteå kommun i Ångermanland och ingår i Ångermanälvens huvudavrinningsområde. Sjön har en area på 0,578 kvadratkilometer och ligger 230 meter över havet. 

## Delavrinningsområde
Fångsjön ingår i det delavrinningsområde (699685-154916) som SMHI kallar för Utloppet av Fångsjön. Medelhöjden är 273 meter över havet och ytan är 11,38 kvadratkilometer. Räknas de 4 avrinningsområdena uppströms in blir den ackumulerade arean 60,9 kvadratkilometer. Jämtån som avvattnar avrinningsområdet har biflödesordning 4, vilket innebär att vattnet flödar genom totalt 4 vattendrag innan det når havet efter 86 kilometer. Avrinningsområdet består mestadels av skog (72 procent) och sankmarker (10 procent). Avrinningsområdet har 0,54 kvadratkilometer vattenytor vilket ger det en sjöprocent på 4,8 procent.

## Stridsvärn
Norr om sjön finns stridsvärn från dansk-Svenska kriget på 1600-talet. Skyttegraven är 300 meter lång och en meter djup och placeringen ska ha syftat till att spärra den gamla Jämtvägen.